# Duonna Lupa

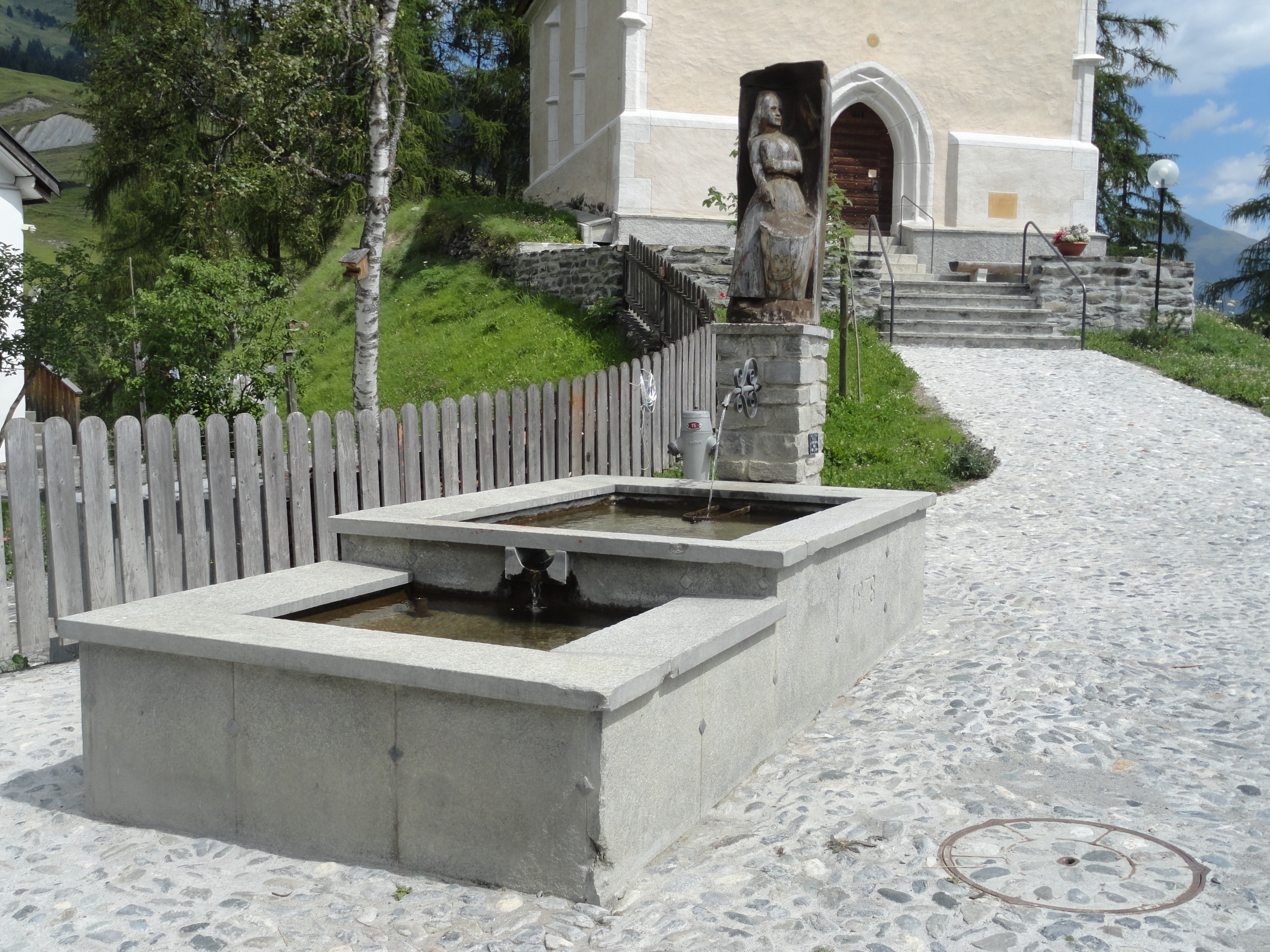
Der Tschliner Duonna-Lupa-Brunnen

Duonna Lupa (im rätoromanischen Idiom Vallader Duonna = Frau und Lupa als Vorname) ist eine legendäre Gestalt in Tschlin im bündnerischen Unterengadin. 

## Überlieferung
Der Überlieferung nach soll sie am 18. Juli 1499 im Schwabenkrieg die Besetzung und Plünderung Tschlins durch die zahlenmässig weit überlegenen Habsburger Truppen  durch eine List verhindert haben.
Während die Dorfbevölkerung – mehrheitlich Frauen und Kinder, da die Männer entweder im Kriegsdienst standen oder sich aus Furcht vor der habsburgischen Übermacht versteckt hielten – in der Kirche San Plasch eine Beerdigung beging, drangen Tiroler Spione (nach einer anderen Version war es eine schwerbewaffnete Vorhut) in das Haus der Duonna Lupa ein, die gerade das Leichenmahl (rätoromanisch: la palorma) zubereitete. 
Geistesgegenwärtig behauptete die Frau, das opulente Essen sei gedacht für die Bündner und eidgenössischen Truppen, die derzeit gerade im Anmarsch seien.
Die Boten waren ob dieser Nachricht erschrocken und flüchteten zu Tal. Dabei wurden einige von ihnen durch nacheilende Tschliner, die von Duonna Lupa herbeigerufen waren, niedergemacht. Die, die sich durchschlugen, berichteten dem befehlshabenden Oberst von der angeblichen Streitmacht oben in Tschlin. Daraufhin verzichtete dieser auf einen Waffengang und verschonte Tschlin im Gegensatz zu allen anderen Ortschaften im Tal.

## Auswirkungen

### Kirchlicher Brauch
Noch heute (Stand: 2012) dürfen in Tschlin die Frauen im Unterschied zu allen sonstigen Unterengadiner Dörfern (mit Ausnahme von Scuol) in der Kirche rechts und also auf der Ehrenseite sitzen und zuerst zum Abendmahl vortreten.

### Brunnen
Duonna Lupa zu Ehren wurden in Chur in der Nähe des Stadttheaters beim Untertor und 1960 in ihrem Heimatdorf selbst vor der reformierten Kirche San Plasch zwei Brunnen gewidmet.

## Galerie

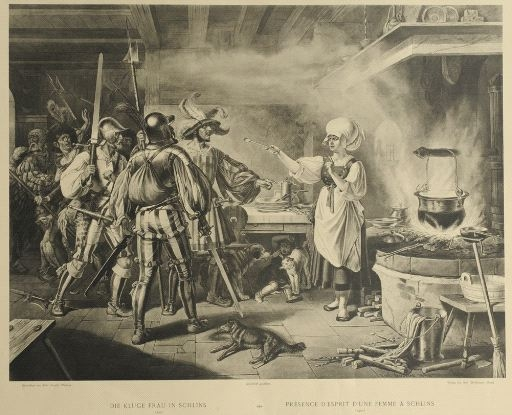
Duonna Lupa vor den habsburgischen Soldaten nach einer Illustration von Karl Jauslin
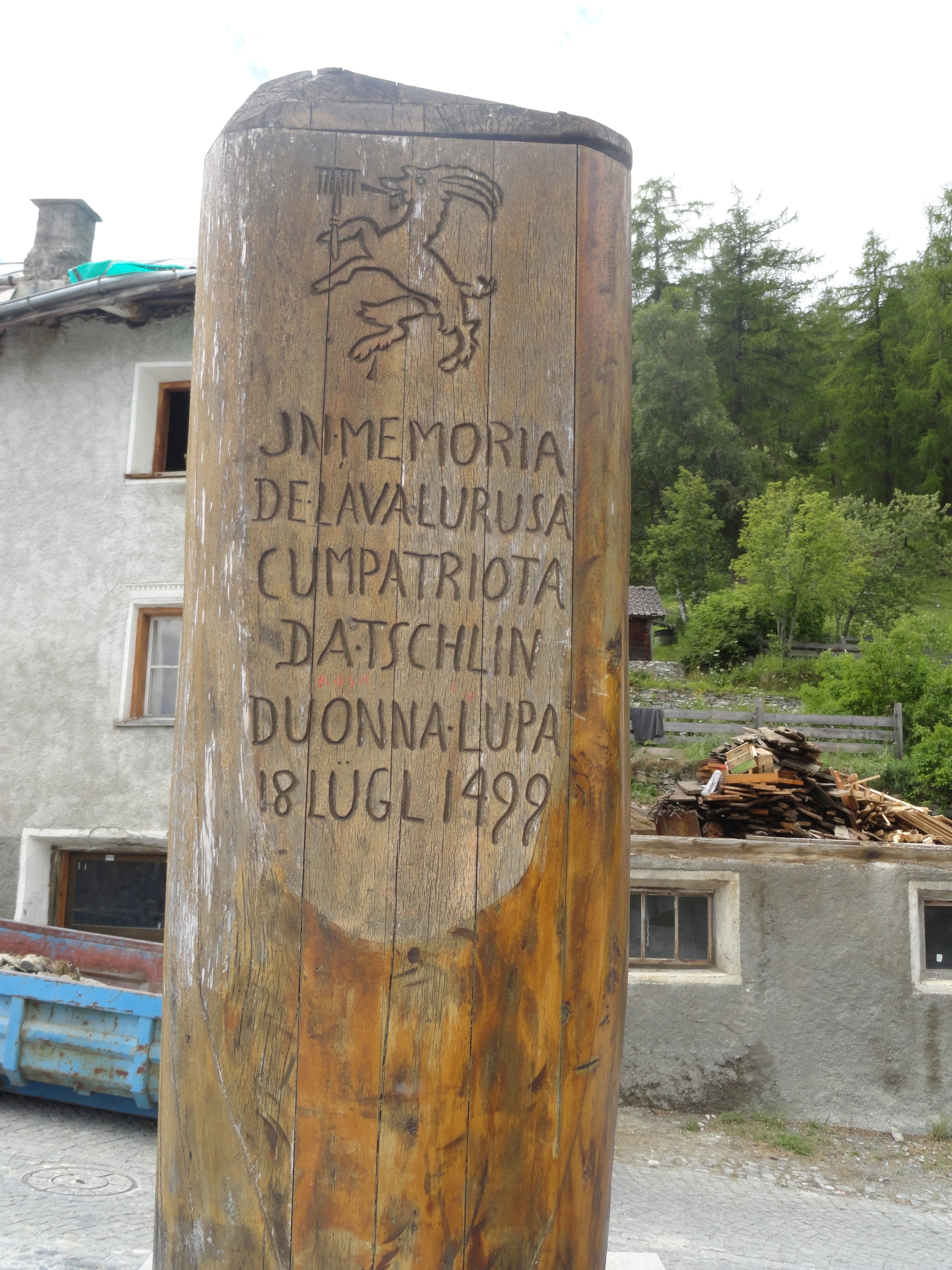
Romanische Gedenkinschrift am Duonna-Lupa-Brunnen in Tschlin; dt.: Im Gedenken an die tapfere Landsmännin von Tschlin Duonna Lupa, 18. Juli 1499